# Anarquismo en India
El anarquismo en la India generalmente no se dio en la forma en que formalmente se entiende el anarquismo. La relevancia del anarquismo en la India han sido en primer lugar sus efectos en los movimientos por la independencia del país y la liberación social.

## La filosofía antigubernamental en el antiguo pensamiento indio
En el antiguo pensamiento indio, existen predecesores para el concepto de sociedad sin estado; por ejemplo, el Satya Yuga es frecuentemente descripto como una posible sociedad anarquista en la cual el pueblo se gobierna a sí mismo basándose en la ley universal del dharma. Pero al mismo tiempo que se ve como posibilidad una sociedad sin estado, una buena parte del pensamiento político tradicional de la India se centra en la inherente maldad de la naturaleza humana y por consiguiente en el derecho divino de los reyes para gobernar y proteger al pueblo del desastre. En el caso de que los reyes no gobiernen fundamentados en el dharma, Chanakyasutras concede que es mejor no tener un rey, que tener uno carente de disciplina. Esto contrasta con la noción occidental del derecho divino universal de los reyes a gobernar despreocupándose por las consecuencias.

## Gandhi y el anarquismo

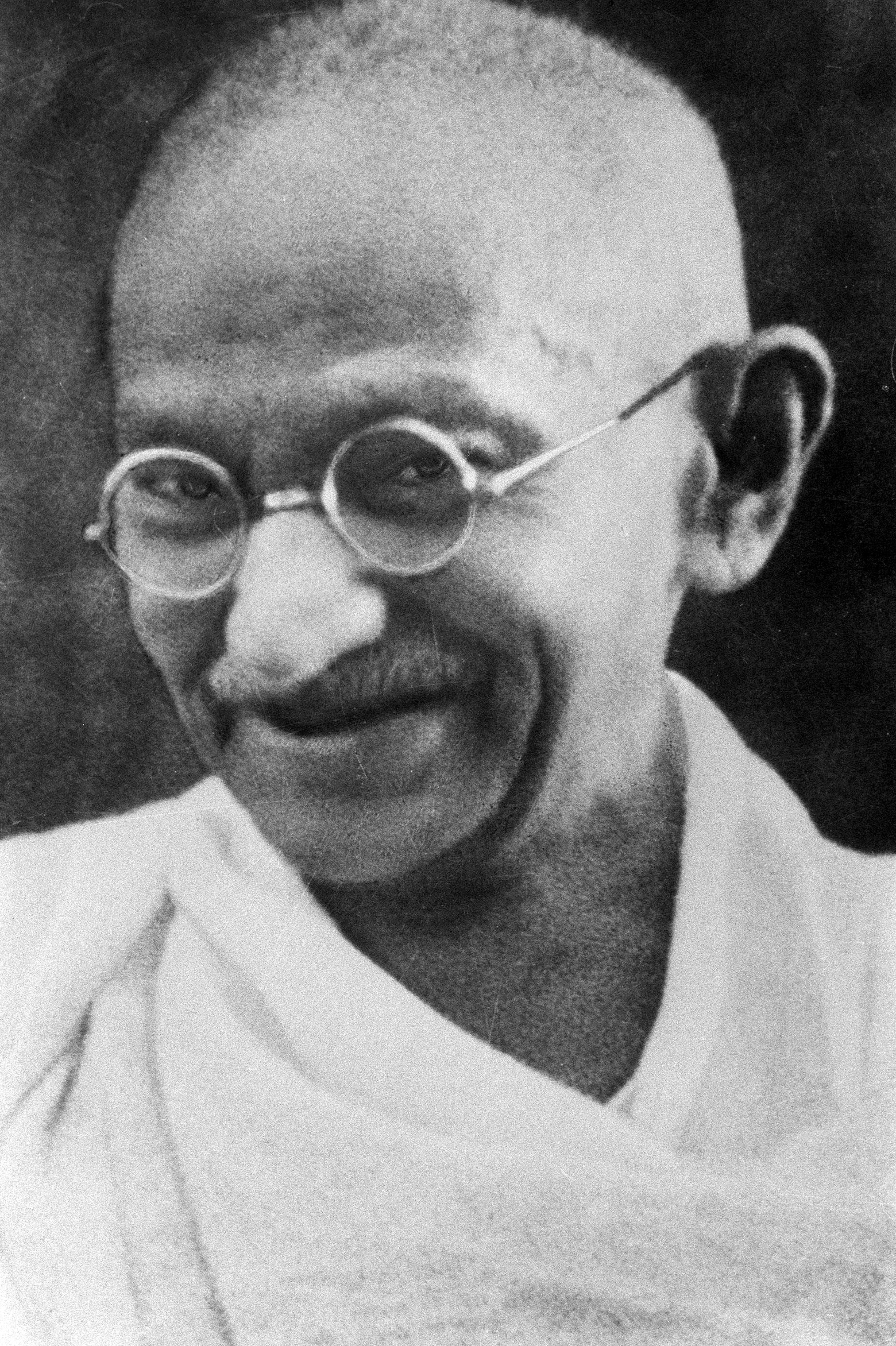
Mohandas Karamchand Gandhi

Las condiciones locales eran favorables para el desarrollo del profundamente anárquico movimiento Satyagraha en India. George Woodcock sostenía que Mohandas Gandhi se identificaba a sí mismo como un anarquista. El anarquismo en la India tiene su primera expresión en la conocida sentencia de Gandhi:

La maldad del estado no es la causa sino el efecto de la iniquidad social, así como las olas del mar son el efecto y no la causa de las tormentas. La única manera de curar esta enfermedad es extirpando la propia causa.

Según lo vía Gandhi, la violencia es la fuente de los problemas sociales, y el Estado y su gobierno son la manifestación de esta violencia. Así, concluía que un "estado es perfecto y no violento cuando menos gobierna al pueblo. El acercamiento más cercano hacia la pura anarquía sería una democracia basada en la no-violencia." Para Gandhi, la manera de alcanzar tal estado de completa no violencia (ahimsa) era cambiando la mentalidad del pueblo más que cambiando al estado que gobierna al pueblo. El autogobierno (swaraj) es el principio que subyace a la teoría de satyagraha. Este swaraj se inicia en los individuos, luego pasa al nivel de la comunidad y las ciudades, y entonces alcanza el nivel nacional; el principio básico fundamental es que la autonomía moral del individuo está por sobre todas las otras consideraciones.
La fascinación de Gandhi por la liberación colectiva tuvo su inicio en su noción de individualismo, profundamente anarquista. De acuerdo con Gandhi, la consciencia del individuo es la única forma legítima de gobierno. Gandhi afirmaba que “Swaraj sería un absurdo si los individuos tuvieran que someter sus juicios al dictado de una mayoría.” Opinaba que una buena opinión individual era mucho mejor y beneficiosa que la de la mayoría de la población, si la opinión de la mayoría era poco sólida. Debido a este swaraj su individualismo lo llevó a rechazar tanto la política parlamentaria como sus instrumentos de legitimación, los partidos políticos. Según el individualismo  swaraj, la noción de que el individuo existe para el bien de organizaciones más extensas debía ser desechada por la noción de que las grandes organizaciones existían para el bien del individuo, y este era siempre libre para disentir o para alejarse.  Gandhi también considertaba al libro de León Tolstoi, “El reino de Dios está dentro tuyo”, como un libro acerca de la organización práctica anarquista, y como el texto que había tenido mayor influencia en su vida.

## Bhagat Singh
Antes de 1920, un movimiento anarquista estaba representado por Bhagat Singh, uno de los más famosos revolucionarios del movimiento de Independencia indio. Singh se sentía muy atraído hacia las ideas anarquistas; el anarquismo de Occidente y el comunismo lo habían influenciado. Estudió los escritos de Mijaíl Bakunin, Karl Marx, Vladímir Lenin y Lev Trotski. Singh wrote in an article:

El fin último del anarquismo es la competa independencia, según la cual nadie se volverá… loco por el dinero... No habrá cadenas que cargar o control del estado. Esto significa que ellos eliminarán... el estado; la propiedad privada.

Singh participaba de la Hindustan Socialist Republican Association y Naujawan Bharat Sabha (Joven Sociedad India). A mediados de la década de 1920 Singh empezó a entregar armas a la población general y organizó milicias populares contra el ejército británico. Desde mayo a septiembre de 1928, Singh publicó algunos artículos sobre el anarquismo en el periódico Kirti, de Panyab, una publicación independentista en el cual igualó la idea tradicional de “hermandad universal” del pensamiento indio con el principio anarquista de “sin gobernantes”. Aunque también estaba influenciado por los escritos de Lenin y Trotski, Singh nunca se afilió al Partido Comunista de la India, debido a las influencias de las ideas anaqruistas en su pensamiento político. Las ideas anarquistas jugaron un más importante rol en los movimientos por el swaraj.

## El activismo anarquista de Har Dayal en los EE. UU.
El revolucionario indio y fundador del Partido Ghadar Lala Har Dayal participó del movimiento anarquista de los Estados Unidos. Emigró a los Estados Unidos en 1911, donde se involucró en el sindicalismo revolucionario, en aquellos años dominado por la IWW, de fuertes influencias anarquistas. En Oakland fundó el Bakunin Institute of California que él describía como “el primer monasterio del anarquismo”. La organización se ecuadraba a sí misma en la línea del movimiento Regeneración fundado por los anarquistas mexicanos Ricardo y Enrique Flores Magón. Har Dayal entendía la realización de la antigua cultura espiritual aria como anarquismo, al que también veía como el fin del budismo. El Partido Ghadar intentó derrocar al poder colonial británico en la India reconciliando los conceptos occidentales de revolución social –en particular los desarrollados por Mijaíl Bakunin – con el Budismo.

## Dave Andrews
El anarquista cristiano nacido en Australia Dave Andrews vivió en India entre 1972 y 1984.  Graduado en Queensland, en 1975 fundó y desarrolló junto con su esposa Angie una comunidad en Delhi denominada Aashiana (fuera de la cual crecieron Sahara, Sharan y Sahasee – tres bien conocidas comunidades cristianas que trabajaban con personas sin hogar, trabajadoras sexuales, drogadictos y gente con HIV). Cuando Indira Gandhi fue asesinada en 1984, miles de Sikhs fueron asesinados por muchedumbres violentas.  Andrews se resistió a esto con métodos no-violentos de participación. Los Andrews fueron forzados a abandonar la India poco después.

## Otras lecturas
- The Libertarian. (quarterly,1951- ) Bombay: Bombay Socialist Institute.
- The gentle anarchists : a study of the leaders of the Sarvodaya movement for non-violent revolution in India by Geoffrey Ostergaard and Melville Currell, Oxford : Clarendon Press, 1971
- "The Perennial Appeal of Anarchism" in Polity, Vol. 7, No. 2. (Winter, 1974), pp. 234–247 by Michael R. Dillon

- Datos: Q4751637
- Multimedia: Anarchism in India / Q4751637